# 中村健人 (サッカー選手)
中村 健人（なかむら けんと、1997年9月1日 - ）は、大分県佐伯市出身のサッカー選手。ポジションはミッドフィールダー。JFL・レイラック滋賀FC所属。

## 来歴
東福岡高校では、3年時に背番号「10番」を背負って高校サッカー選手権の優勝に貢献した。卒業後、明治大学へ進学。明治大学でも4年次に総理大臣杯、関東大学サッカーリーグ戦、インカレでそれぞれ優勝に貢献し、高校と大学でそれぞれタイトルを獲得した。
2019年9月、鹿児島ユナイテッドFCへの加入内定が発表された。
2021年11月30日、契約満了による退団が発表された。同年12月10日、フクダ電子アリーナで行われたJリーグ合同トライアウトに出場。
2022年1月24日、鈴鹿ポイントゲッターズへの完全移籍が発表された。
2024年12月4日、アトレチコ鈴鹿クラブを退団することを発表。
2025年1月6日、レイラック滋賀FCへの加入を発表。

## 所属クラブ
- 鶴見SSC
- JFAアカデミー宇城/UKI-C.FC
- 2013年 - 2015年 東福岡高等学校
- 2016年 - 2019年 明治大学
- 2020年 - 2021年 鹿児島ユナイテッドFC
- 2022年 - 2024年 鈴鹿ポイントゲッターズ / アトレチコ鈴鹿クラブ
- 2025年 -  レイラック滋賀FC

## 個人成績
| 国内大会個人成績 | 国内大会個人成績 | 国内大会個人成績 | 国内大会個人成績 | 国内大会個人成績 | 国内大会個人成績 | 国内大会個人成績 | 国内大会個人成績 | 国内大会個人成績 | 国内大会個人成績 | 国内大会個人成績 | 国内大会個人成績 |
| 年度             | クラブ           | 背番号           | リーグ           | リーグ戦         | リーグ戦         | リーグ杯         | リーグ杯         | オープン杯       | オープン杯       | 期間通算         | 期間通算         |
| 年度             | クラブ           | 背番号           | リーグ           | 出場             | 得点             | 出場             | 得点             | 出場             | 得点             | 出場             | 得点             |
| 日本             | 日本             | 日本             | 日本             | リーグ戦         | リーグ戦         | リーグ杯         | リーグ杯         | 天皇杯           | 天皇杯           | 期間通算         | 期間通算         |
| ---------------- | ---------------- | ---------------- | ---------------- | ---------------- | ---------------- | ---------------- | ---------------- | ---------------- | ---------------- | ---------------- | ---------------- |
| 2019             | 明治大           | 7                | -                | -                | -                | -                | -                | 2                | 0                | 2                | 0                |
| 2020             | 鹿児島           | 7                | J3               | 1                | 0                | -                | -                | -                | -                | 1                | 0                |
| 2021             | 鹿児島           | 7                | J3               | 9                | 1                | -                | -                | 2                | 0                | 11               | 1                |
| 2022             | 鈴鹿             | 17               | JFL              | 28               | 1                | -                | -                | 2                | 0                | 30               | 1                |
| 2023             | 鈴鹿             | 10               | JFL              | 28               | 1                | -                | -                | -                | -                | 28               | 1                |
| 2024             | 鈴鹿             | 10               | JFL              | 29               | 3                | -                | -                | -                | -                | 29               | 3                |
| 2025             | 滋賀             | 8                | JFL              |                  |                  | -                | -                |                  |                  |                  |                  |
| 通算             | 日本             | 日本             | J3               | 10               | 1                | -                | -                | 2                | 0                | 12               | 1                |
| 通算             | 日本             | 日本             | JFL              | 85               | 5                | -                | -                | 2                | 0                | 87               | 5                |
| 通算             | 日本             | 日本             | 他               | -                | -                | -                | -                | 2                | 0                | 2                | 0                |
| 総通算           | 総通算           | 総通算           | 総通算           | 95               | 6                | -                | -                | 6                | 0                | 101              | 6                |

## タイトル

### クラブ
東福岡高校
- 全国高等学校総合体育大会サッカー競技大会：2回（2014年、2015年）
- 全国高等学校サッカー選手権大会：1回（2015年）

明治大学
- 総理大臣杯全日本大学サッカートーナメント：3回（2016年、2018年、2019年）
- 関東大学サッカーリーグ戦：2回（2016年、2019年）
- 全日本大学サッカー選手権大会：1回（2019年）
- 東京都サッカートーナメント：1回（2019年）

### 個人
- 全国高等学校総合体育大会サッカー競技大会・優秀選手（2014年、2015年）
- 全国高等学校サッカー選手権大会優秀選手（2015年）